# Секуєнь (Бакеу)
Секуєнь, Секуєні (рум. Secuieni) — село у повіті Бакеу в Румунії. Входить до складу комуни Секуєнь.
Село розташоване на відстані 257 км на північ від Бухареста, 15 км на північний схід від Бакеу, 68 км на південний захід від Ясс.

## Населення
За даними перепису населення 2002 року у селі проживали 1189 осіб, з них 1188 осіб (99,9%) румунів. Усі жителі села рідною мовою назвали румунську.